# Blizzard de 2013 aux États-Unis
Le blizzard de 2013 aux États-Unis (également nommé Nemo ou blizzard de 2013,) désigne un puissant blizzard qui s'est développé à partir de deux zones de basse pression affectant principalement le Nord-Est des États-Unis et certains endroits au Canada, causant de fortes chutes de neige, des rafales de vents violents et des orages de neige.
Le premier système dépressionnaire, en provenance des Grandes Plaines des États-Unis, produisit des quantités importantes de neige sur la région des Grands Lacs aux États-Unis et en Ontario, au Canada. Le second système, en provenance de l'État du Texas, produisit de fortes pluies touchant principalement le Sud-Est, le Midwest et le Mid-Atlantic du pays. Tandis que ces deux systèmes se développaient le 8 février 2013, une zone neigeuse intense se développe au New Jersey et au Maine pour finalement toucher New York. Ce blizzard est qualifié d'historique par les météorologues.
D'importantes chutes de neige ont été dénombrées, comme à Boston (Massachusetts), où la neige a atteint 63 cm dans toute la ville. New York atteint approximativement une couche de neige de 30 cm. Les plus importants chutes de neige ont été aperçues au Connecticut, où la ville d'Hamden a enregistré des chutes atteignant un mètre de hauteur. Beaucoup de villes aux alentours ont atteint 30 cm de hauteur. En plus de ces chutes de neige, de fortes rafales de vents ont été enregistrées, comme à Cuttyhunk (Massachusetts) avec des vents atteignant (134 km/h.
Des alertes ont été émises en prévention de ces chutes de neige, et des états d'urgences ont été déclarés en Nouvelle-Angleterre et à New York. De nombreux vols d'avion ont été annulés ou repoussés. Les fortes rafales de vent ont privé 700 000 foyers d'électricité et une quinzaine de morts est dénombrée.

## Évolution météorologique
Tard dans la journée du 7 février 2013, une zone dépressionnaire d'une pression minimale de 1 008 hPa, localisée dans le nord de la Floride, se déplace vers le nord-ouest et une autre avec une pression minimale de 1 011 hPa, localisée sur le nord-est de l'Illinois, se déplace à l'Est vers les régions des Grands Lacs, produisant des centimètres de neige sur cette région et au Canada. Entre  et 7 h EST le 7 février, la première zone dépressionnaire en rencontre une autre dans la même région et s'intensifie à 1 009 hPa. À 7h00 du matin le lendemain, la deuxième zone dépressionnaire se dirige au nord de la Caroline et s'intensifie rapidement. Elle contient une grande zone de précipitations produisant de grandes crues et inondations dans les États du Mid-Atlantic et South-Atlantic, puis s'étend jusqu'en Nouvelle-Angleterre. Cette deuxième zone dépressionnaire se déplace au nord-nord-ouest. Les deux systèmes se rencontrent à 16 h et 22 h EST le 8 février causant des fortes chutes de neige en Nouvelle-Angleterre, particulièrement dans le Sud et l'Est de l'État.
Dans l'après-midi du 9 février, tandis que ce blizzard frappe la Nouvelle-Angleterre, la zone dépressionnaire se déplace vers la Nouvelle-Écosse.

## Préparations

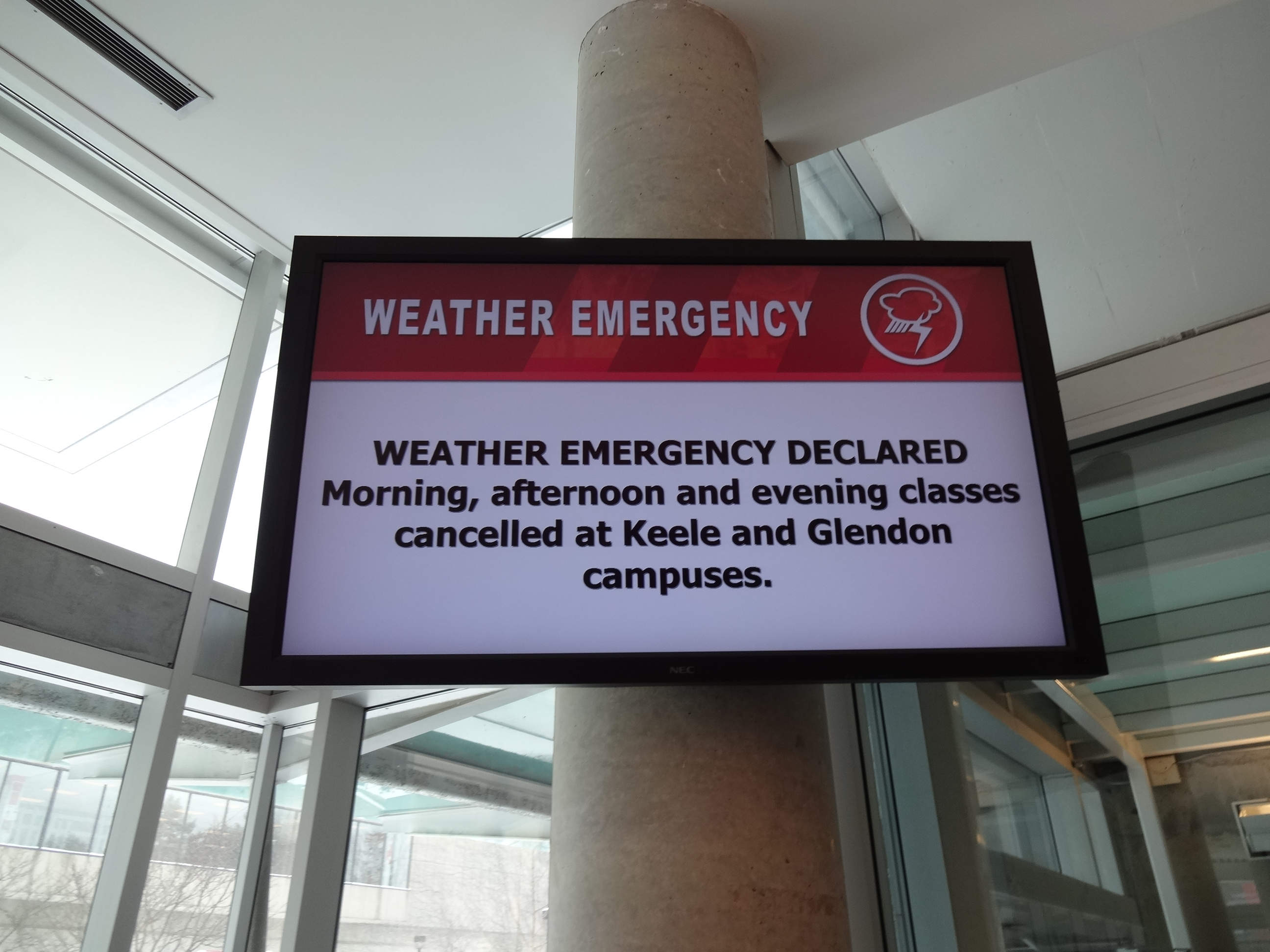
Alerte de urgence déclarée à l'Université York, Toronto, Canada.

### Canada
Environnement Canada diffuse des alertes au cyclone en Ontario et Toronto. De nombreuses universités et écoles ont été fermées dans la région Est de Kitchener-Waterloo à Toronto,. De nombreux vols ont été annulés à l'aéroport international Pearson de Toronto, et le Greyhound a annulé ses services en départ de New York. Dans les provinces maritimes, des alertes au blizzard ont été émises au Nouveau-Brunswick et 50 centimètres de neige ont déjà recouverts la Nouvelle-Écosse et l'Île-du-Prince-Édouard,.

### États-Unis

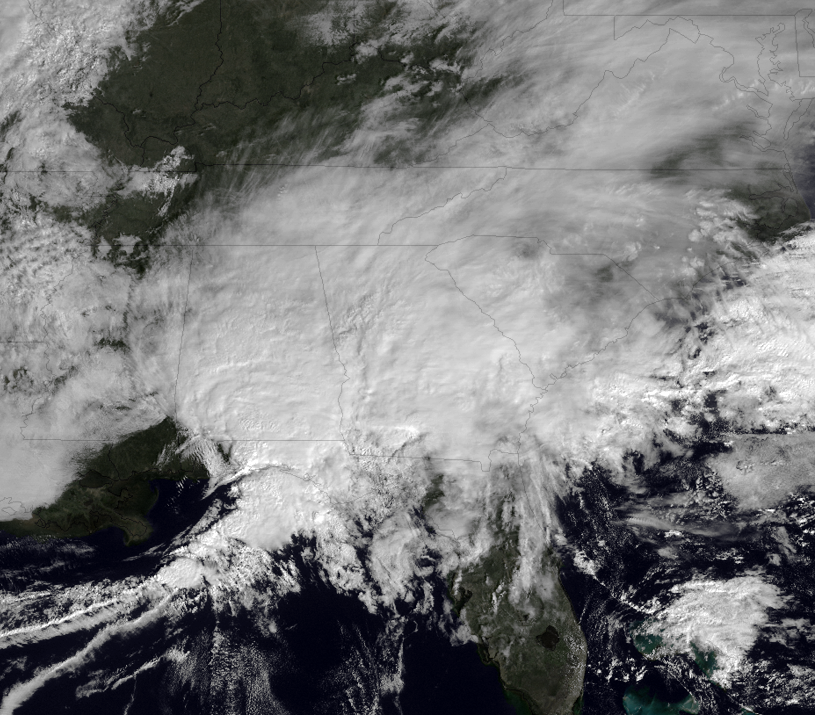
Formation du nuage cyclonique, le 7 février, au sud-est des États-Unis.

Tard le 7 février 2013, des alertes à la neige ont été diffusées au nord-est des États-Unis, en partant de l'Upper Midwest à la Nouvelle-Angleterre. Une alerte au blizzard a également été diffusée dans l'agglomération de New York, dans tous l'État du Connecticut, de Rhode Island, de l'Est du Massachusetts, est dans les zones côtières du New Hampshire et du Maine. Me 8 février, les alertes au blizzard s'étendent au sud-est du New Hampshire. Le même jour, les alertes au blizzard et aux vents violents, ainsi que des alertes aux inondations, prennent effet dans les eaux de la Nouvelle-Angleterre et du Mid Atlantic. À Chicago, 199 chasse-neiges ont été déployés. Au nord-est des États-Unis, le cyclone menace les plages auparavant dévastées par l'ouragan Sandy en octobre précédent. À la suite de ces intempéries, les aéroports annulent pas moins de 2 700 vols, principalement le 8 février. À New York, des équipes de déneigements ont été déployées avec plus de 250 000 tonnes de sels. Les écoles ont été fermées à Hartford (Connecticut) et à Providence (Rhode Island), pour ne citer que quelques villes.
Le gouverneur du Connecticut Dannel Malloy décrète l'état d'urgence à 22 h EST (17 h UTC) le 8 février, et ordonne la fermeture des autoroutes à 16 h. Connecticut Light and Power et United Illuminating prévoient des coupures d'électricité chez 30 % de leurs clients dans le Connecticut, et déploient sur place des équipes assistants. Le gouverneur Malloy ordonne la fermeture de toutes les routes. Le gouverneur de Rhode Island Lincoln Chafee décrète l'état d'urgence le 8 février, et ordonne la fermeture des autoroutes à 17 h EST,. Le gouverneur du Massachusetts Deval Patrick décrète l'état d'urgence à 12 h EST le 8 février, et interdit l'utilisation des véhicules sur les routes à 16 h ; cependant, cette interdiction ne frappe pas les véhicules hospitaliers, policiers et médiatiques,. Le métro de Boston suspend les allers-venues de ses trains à 15 h 30 le 8 février les vols au Boston Logan International Airport sont suspendus à 4:00 p.m. Le maire de Boston Thomas Menino ordonne la fermeture des écoles.

## Impact

### Canada
Le dimanche 10 février, la tempête provoque de violentes chutes de neige en Nouvelle-Écosse, au Nouveau-Brunswick et dans l'Île du Prince-Édouard. En Nouvelle-Écosse, 5 000 foyers sont privés d'électricité et plusieurs vols ont été annulés.

### États-Unis
Des chutes de neige et des fortes pluies à 9 h le 8 février en Nouvelle-Angleterre ; plus tard dans la journée, plus de 200 mm de neige sont tombées près de Milton (Vermont). Plus dans la soirée, des chutes de 5 à 8 cm par heure ont été recensées dans les zones côtières du Massachusetts. Quelques coups de tonnerre ont par ailleurs été aperçus près du Connecticut. Dans le Massachusetts, Deux maisons à Quincy et une douzaine de foyers à Salisbury ont été évacués à la suite des importantes crues. Des évacuations ont été effectuées à Revere, Marshfield et Scituate. Tôt dans la matinée du 9 février, des évacuations préventives ont été ordonnées près de Hull pour possibles crues et des vents violents.

## Controverses de nommage
La chaîne télévisée américaine The Weather Channel, parmi d'autres médias, nomme cette tempête « Nemo »,,,,. CBS de Hartford (Connecticut) comme le cyclone « blizzard Charlotte »,. Le National Weather Service cependant rejette tous les noms qui peuvent attribués aux blizzards. D'autres désignations incluent le « blizzard de 2013 » (ou « blizzard de '13 ») et « blizzard 2013, ».